# Albiano
Albiano (deutsch veraltet: Albian) ist eine italienische Gemeinde (comune) mit 1512 Einwohnern (Stand 31. Dezember 2023) in der italienischen Provinz Trient (Region Trentino-Südtirol).

## Geografie
Die Gemeinde liegt etwa 10 km nordnordöstlich von Trient auf der orographisch linken Talseite des Cembratals auf einer Höhe von 644 m s.l.m. Ihre Fläche beträgt 9,0 km². Albiano grenzt an folgende Gemeinden: Giovo, Cembra Lisignago, Lona-Lases, Trient, Fornace und Civezzano.

## Verwaltungsgliederung
Zur Gemeinde Albiano gehören auch die beiden Fraktionen Barco di Sopra und Barco di Sotto.

## Bevölkerungsentwicklung
Albiano besteht aus ungefähr 537 Haushalten. Den Zahlen den zehnjährlichen Volkszählung des ISTAT zufolge, stieg die Einwohnerzahl im Zeitraum 1991–2001 um 3,4 %.
| Jahr      | 1921 | 1931 | 1951 | 1961 | 1971 | 1981 | 1991 | 2001 | 2011 |
| --------- | ---- | ---- | ---- | ---- | ---- | ---- | ---- | ---- | ---- |
| Einwohner | 939  | 931  | 1176 | 1187 | 1438 | 1385 | 1400 | 1447 | 1508 |

Quelle: ISTAT

## Bilder

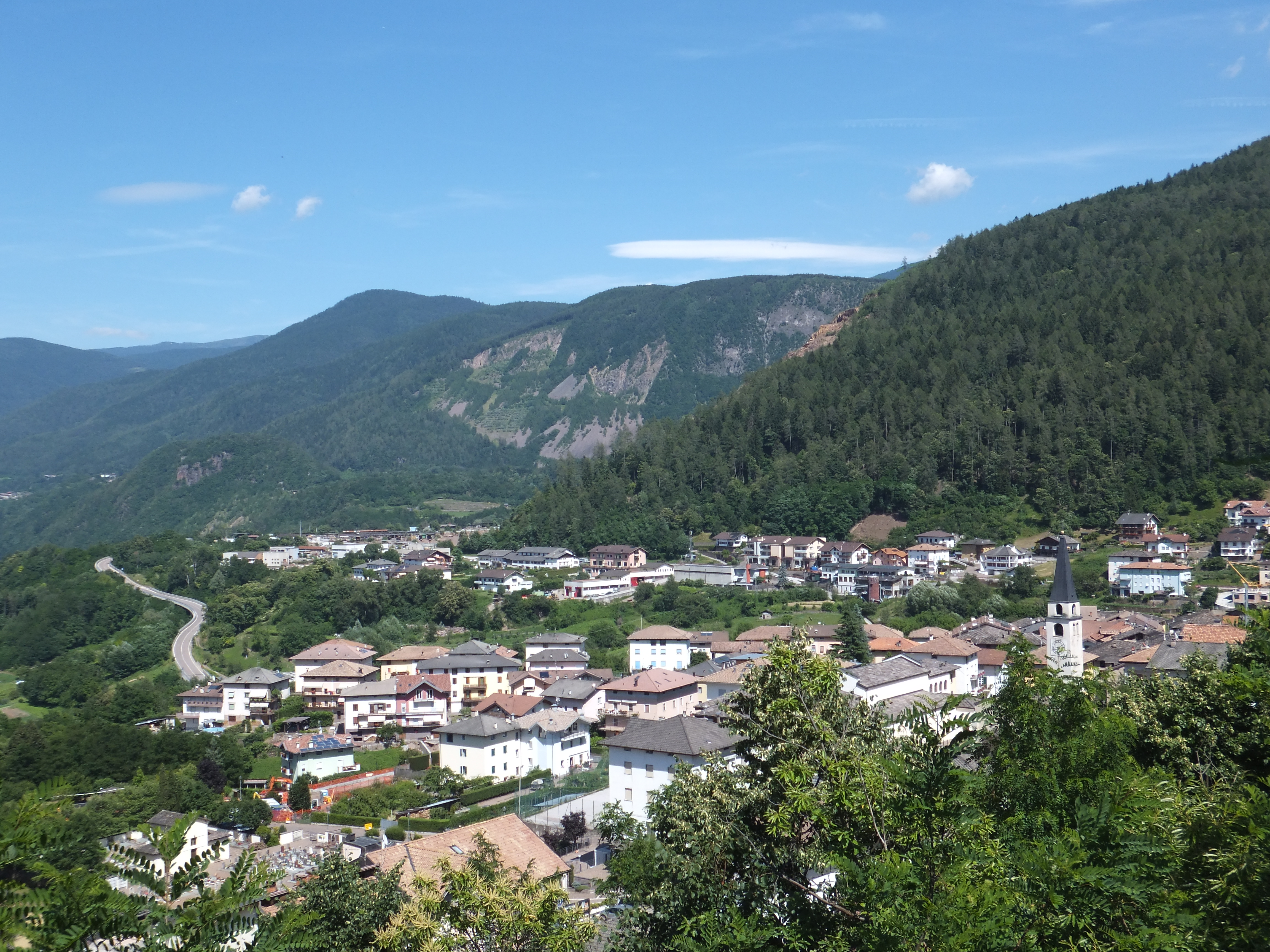
Albiano
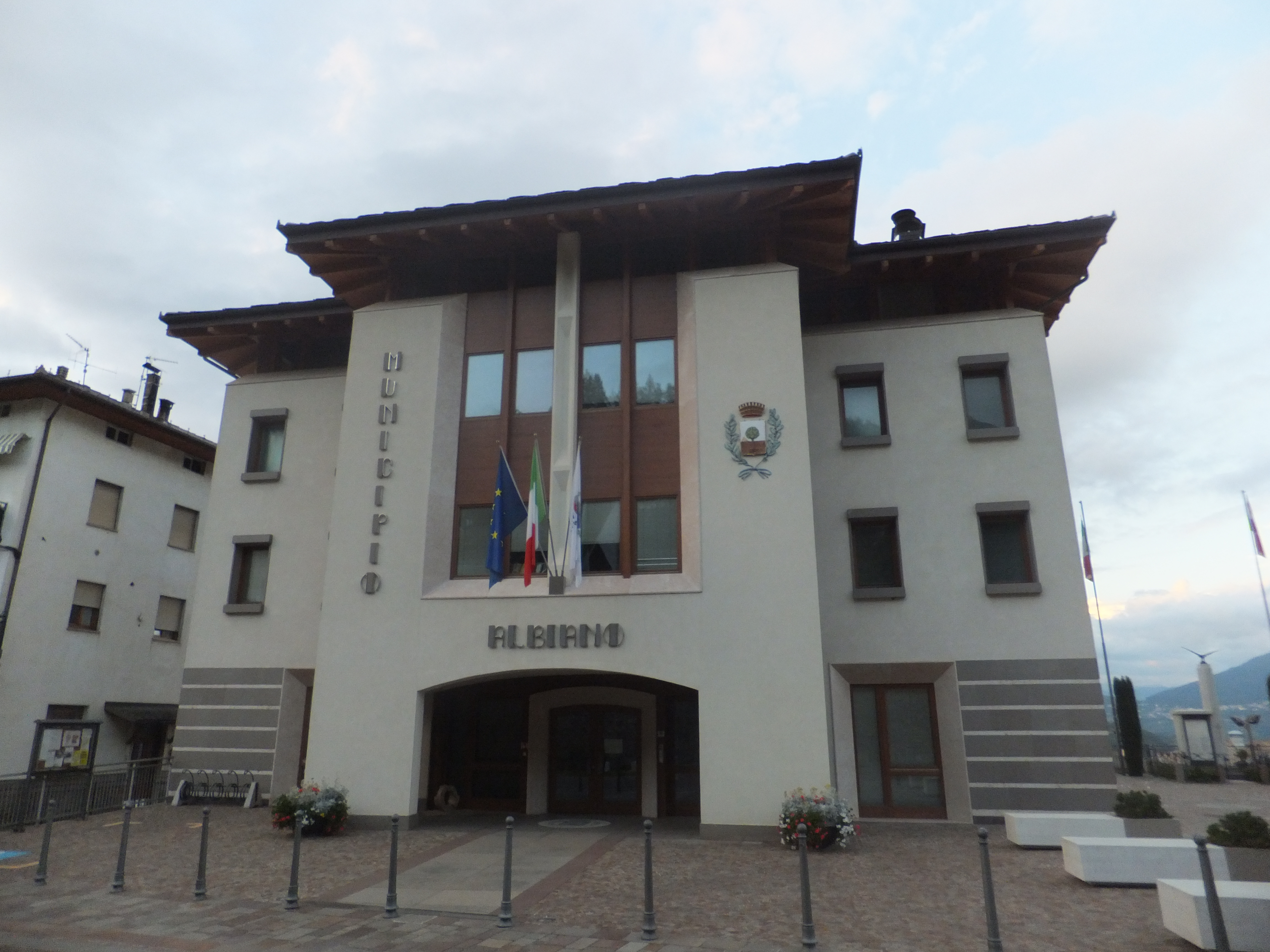
Rathaus
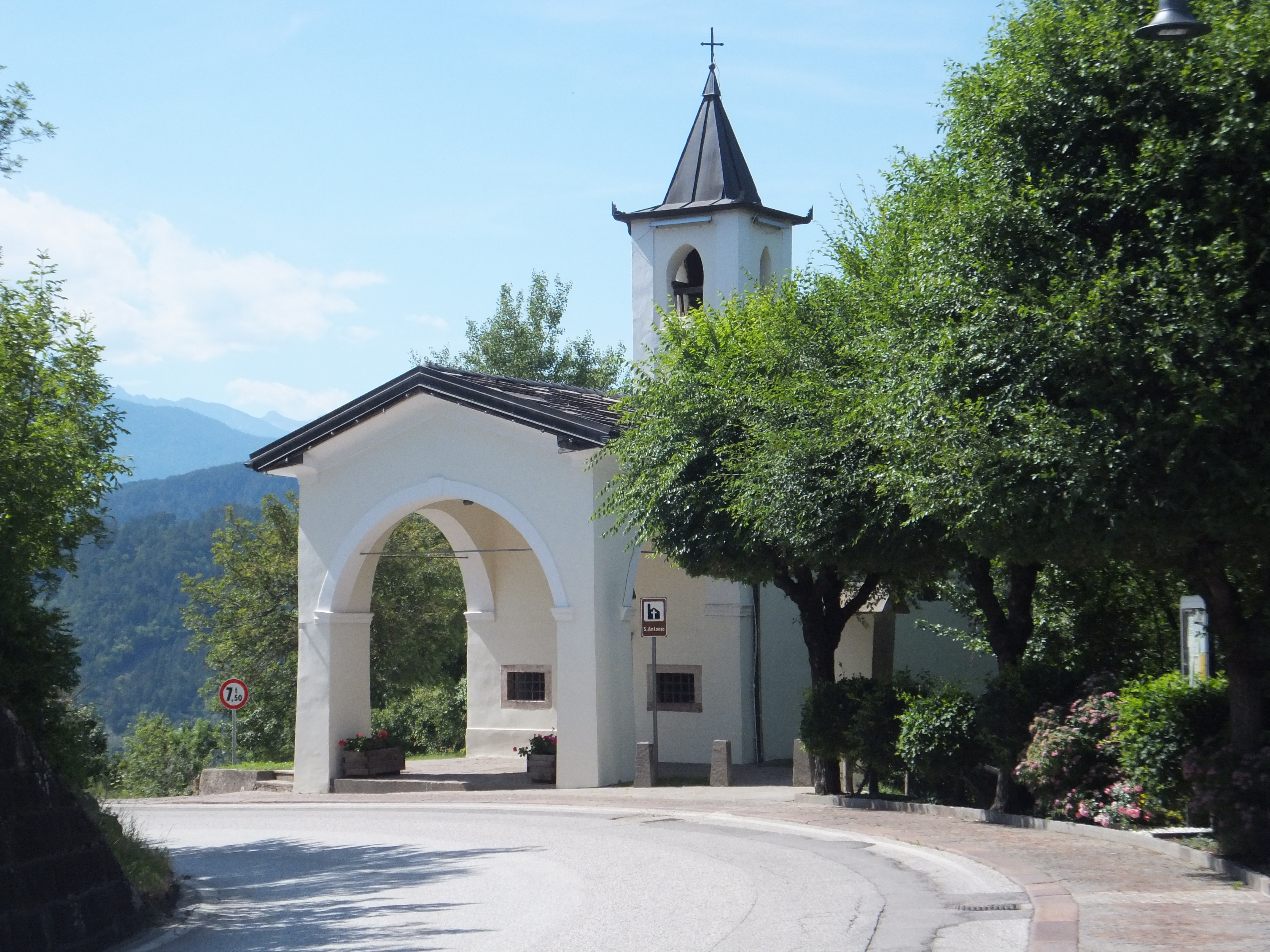
Kirche Sant’Antonio (17. Jh.)
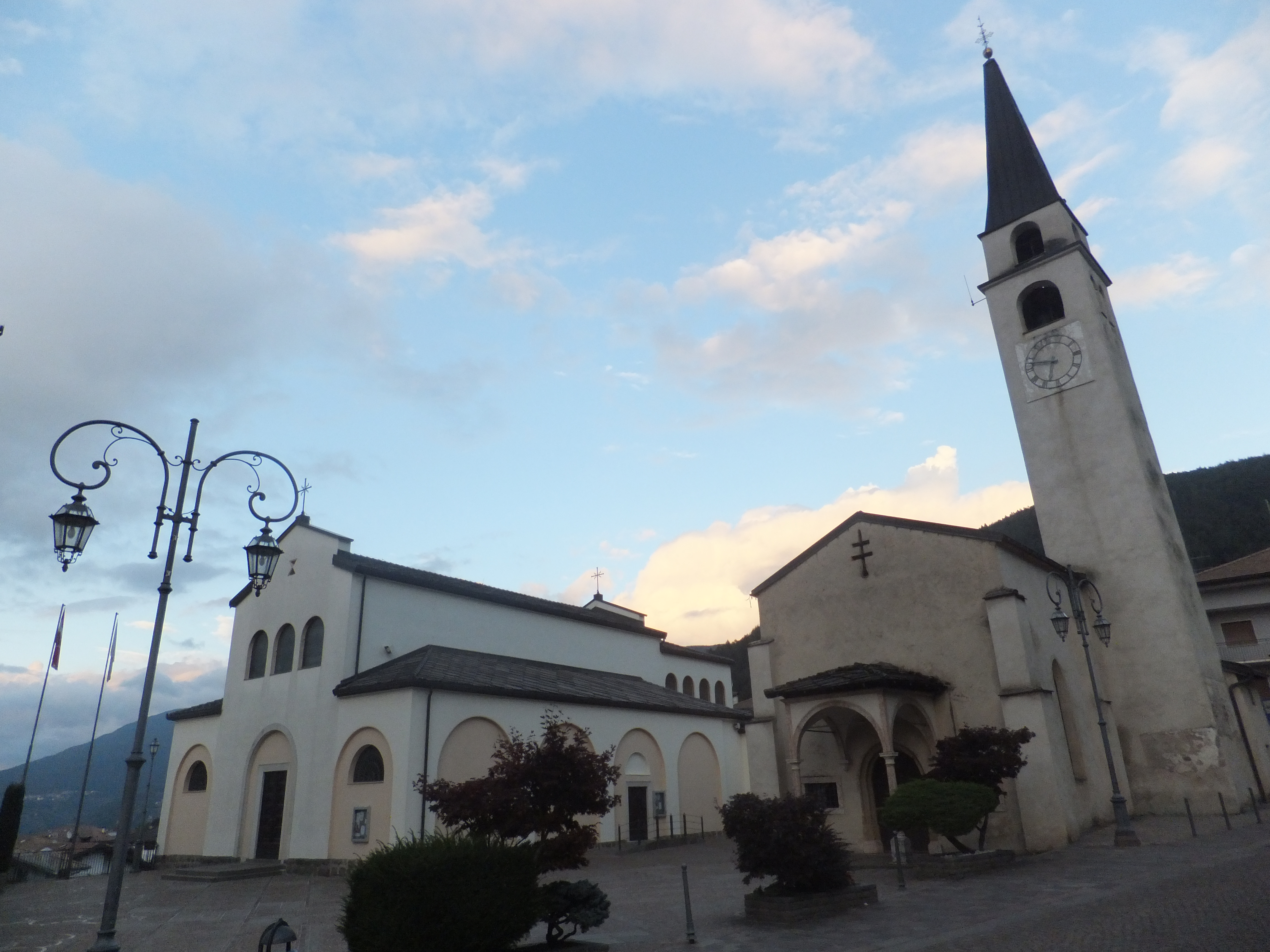
Alte (16. Jh.) und neue Pfarrkirche San Biagio